# Literatura de ciencia ficción en Rumanía
La literatura de ciencia ficción en Rumanía apareció a finales del siglo XIX y ganó popularidad en el país en la segunda mitad del siglo XX. Las obras científico fantásticas rumanas han sido traducidas a varios idiomas extranjeros, como francés, inglés, italiano, español, alemán, ruso, etc.

## Los primeros años

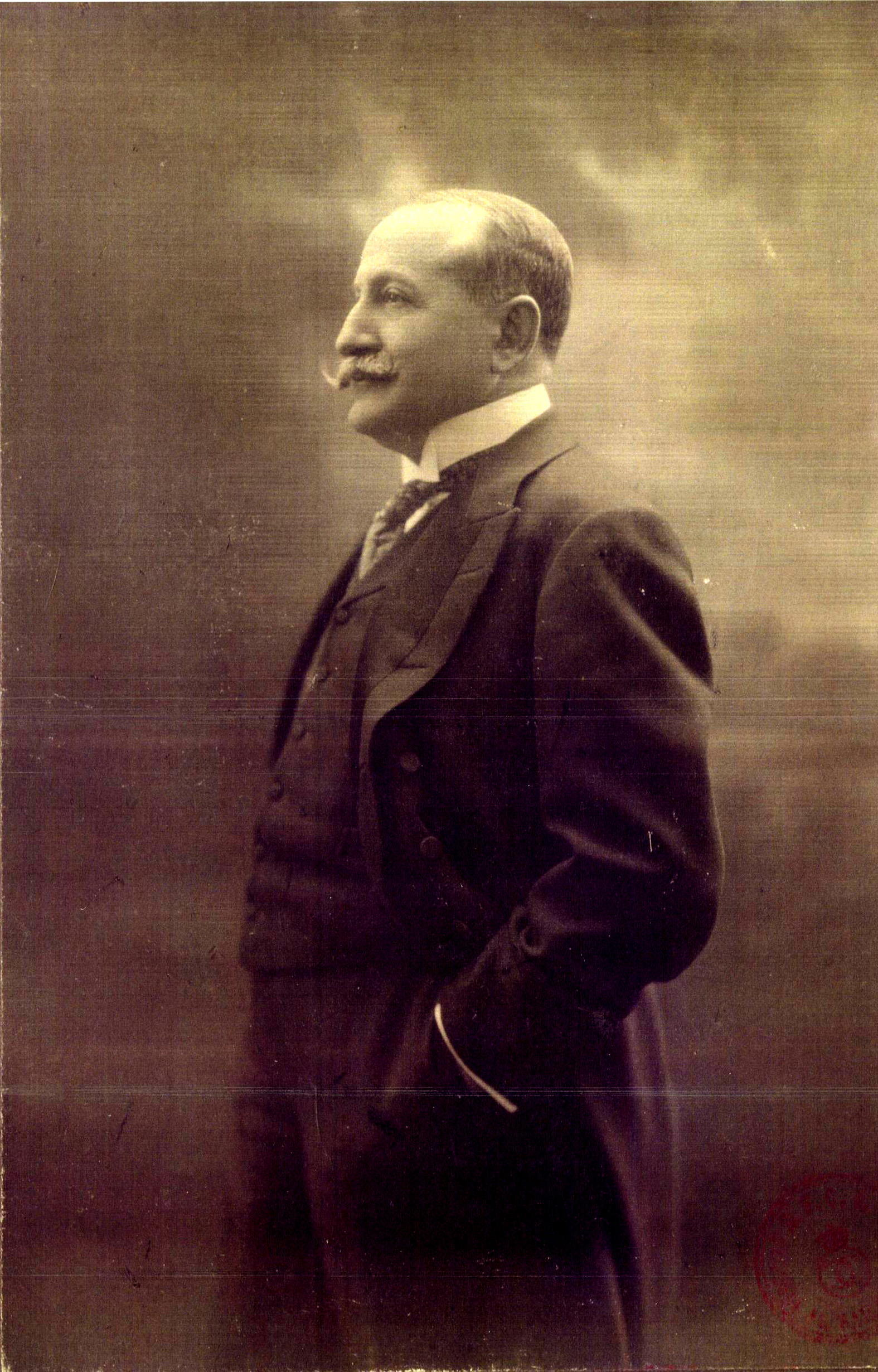
Take Ionescu

Se considera la obra Finis Romaniae [El fin de Rumanía] de Al. N. Dari (1873), un cuento ucrónico, la primera historia de ciencia ficción rumana. El relato presenta la historia de Rumanía después de la repentina muerte del rey Carlos I y una revolución contra el nuevo gobernante, que declara la república. La siguiente publicación de ciencia ficción fue Los espíritus del año 3000, una utopía escrita dos años después, en 1875, por un adolescente bajo el seudónimo de Demetriu G. Ionnescu, que más tarde se revelaría como Take Ionescu, el político rumano. La historia tiene lugar en el año 3000, cuando la tierra está poblada por gente de baja altura, que alcanza la madurez a los 15 años. Políticamente, las monarquías han sido eliminadas, todos los estados son repúblicas que forman parte de una confederación mundial. La religión y las guerras han desaparecido y Bucarest, una ciudad jardín, es la capital de Rumania dentro de sus fronteras «naturales» (étnicas), tras una decisión del Tribunal Supremo.
Las primeras obras rumanas de ciencia ficción estuvieron influidas por literatura europea occidental y en especial por los viajes espaciales. A principios de la década de 1900, Victor Anestin fue un notable un popularizador de la ciencia que escribió cientos de artículos y libros de temas científicos, que también escribió tres novelas de ciencia ficción: În anul 4000 sau O călătorie la Venus [En el año 4000 o el viaje a Venus] (1899), O tragedie cerească, Poveste astronomică [La tragedia celestial, cuento astronómico] (1914) y Puterea științei, sau Cum a fost omorât Răsboiul European, Poveste fantastică [El poder de la ciencia, o Cómo fue asesinado Răsboiul European, Cuento fantástico] (1916). O tragedie cerească es una de las primeras descripciones de la posibilidad de la utilización del poder atómico en la guerra, habiendo sido publicada en febrero de 1914, el mismo año en que H. G. Wells publicaba El mundo se liberta.
În anul 4000 sau O călătorie la Venus (1899) de Victor Anestine se considera la primera novela rumana de ciencia ficción. La historia transcurre en el IV milenio, en el que dos científicos han construido un cohete y vuelan hacia Venus. Allá descubren una sociedad tecnocrática muy avanzada, pero cuyos ciudadanos no tienen ningún sentimiento: existe la idea de que la perfección puede ser alcanzada con la erradicación completa de los sentimientos. Esta  sociedad sin guerras o enfermedades y sin restricciones legales, parece un mundo ideal. No obstante, al final de la novela los terráqueos destruyen los coches electrónicos que mantienen la sociedad de Venus y toman las emociones de los ciudadanos de venus bajo su control.
Las siguientes novelas de ciencia ficción de importancia aparecieron en 1914: Un român în lună [Un rumano en la luna] de Henri Stahl, que trata sobre la posibilidad del aterrizaje en la luna, y O tragedie cerească [La tragedia celestial] de Victor Anestin. En el periodo de entreguerras ya se había dejado atrás el viaje espacial, como ejemplifican las novelas Baletul mecanic [El ballet mecánico] (1931) de Cezar Petrescu y Oraşele înecate [Las ciudades ahogadas] (1936) por by Felix Aderca. También merecen ser destacadas dos novelas cortas de Mircea Eliade: «Nopţi la Serampore» [Noches en Serampore] y «Secretul doctorului Honigberger» [El secreto del doctor Honigberger] ambos publicados en 1940.

## Época comunista
Tras la II Guerra Mundial, el nuevo régimen comunista apoyó la literatura de fantasía científica, usada como medio de popularización de la ciencia y de adoctrinamiento ideológico. Se fundó una revista semanal, Colecția „Povestiri științifico-fantastice” [Colección «Cuentos de ciencia ficción»], un vector importante en la promoción de la ciencia ficción en Rumanía.
Los escritores más populares de la época, I. M. Ștefan y Radu Nor, escribieron novelas de aventuras y ciencia ficción, que a veces tenían un tinte de ideología marxista. Adrian Rogoz, Sergiu Fărcășan y Camil Baciu fueron los escritores de ciencia ficción más importantes de la época, mientras que Vladimir Colin fue el primer escritor importante de literatura fantástica.
Tras la publicación de la novela de Sergiu Fărcășan, O iubire din anul 41.042 [Un amor del año 41.042], por entregas en la revista Colecția (julio-agosto de 1958) y en un volumen en la editorial Tineretului (noviembre de 1960), la Unión de Escritores organizó en la Casa de Escritores «Mihail Sadoveanu» una discusión sobre la novela y los problemas que plantea la literatura de ciencia ficción. Romulus Bărbulescu reconoció su admiración por este trabajo y sugirió varios temas que aun no habían sido  abordados en ese momento en la ciencia ficción rumana. Vladimir Colin destacó el valor de la novela y afirmó que, debido a la magnitud de los problemas filosóficos, científicos y literarios que plantea, el género de la ciencia ficción debe gozar de la atención continua de la Unión de Escritores.
En 1963, Romulus Bărbulescu publicó Constelația din ape [Constelación en las aguas], la primera de las diez novelas de ciencia ficción que convirtieron al autor en un pionero del género en Rumanía, junto con su coautor George Anania. Se inspiraron en escritores rusos como Iván Yefrémov o los hermanos Arkadi y Borís Strugatski y en el escritor polaco Stanisław Lem. Siendo que durante el comunismo la crítica social estaba prohibida, las realidades alternativas eran una buena metáfora y, mejor aún, más seguras.
Los años de 1969 a 1972 representan el primer período del fandom de ciencia ficción rumano. Durante este período, en la Rumania comunista, se realizó la primera convención de aficionados a la ciencia ficción, el 25 de julio de 1969, «Cenaclul S.F. de pe lângă clubul MM», rebautizada Solaris por Adrian Rogoz en 1973; apareció el primer fanzine de ciencia ficción (Solaris); se publicó la primera colección de relatos de ciencia ficción: Povestiri științifico-fantastice, recopilados por los editores Gheorghe Baltă, Doru Treta y Marcel Luca (mayo de 1972).
En la década de 1980, el gobierno del presidente Nicolae Ceaușescu tomó el control de los clubes de fanes de Anania y Bărbulescu para controlar las discusiones sobre sociedades utópicas y justicia social. Tras el colapso de la Unión Soviética, Romulus Bărbulescu y George Anania tuvieron que competir con la avalancha de libros de autores occidentales de ciencia ficción como Robert Sheckley, Harry Harrison y Philip K. Dick que invadían el mercado del libro de Europa del Este. En la década de 1980, la publicación de ciencia ficción más notable fue el Almanahul Anticipația [Almanaque Anticipación], editado por Ioan Eremia Albescu. Muchos escritores de la década de 1980 tenían formación científica, lo que significaba que sus escritos tendían a estar más cerca de la ciencia ficción dura. En los años 80 era muy difícil publicar obras de ciencia ficción, por lo que los autores se trasladaron a otros campos. Por ejemplo, Cristian Tudor Popescu se convirtió en un conocido periodista.
Hasta 1989 aparecieron publicaciones de fanzines como Atalantis (Reșița), Atlantida (Cernavodă), Omicron (Craiova), Paradox, Helion și Biblioteca Nova (Timisoara), Solaris (Bucarest).

## Tras 1989
Después de 1990, aparecieron numerosos círculos de aficionados en Rumanía que publicaron varios fanzines (generalmente con una vida corta, de un máximo de 3-4 números): Aergistal (Cluj-Napoca), Nova 5,5 y Sfeno ++ (Galați), Brain (Brașov), Sfinx (Târgoviște), Cronaut y Vladimir Colin's Newsletter (Oțelul-Roșu), Katharsis (Ploiești), Pyyrat y String (Bucarest), Nebuloasa 15 (Focșani), Sigma (Piatra Neamț).
Entre 1992 y 1996, el único semanario de ciencia ficción en Rumanía fue el Jurnalul SF.
Entre 1992 y 2003, la editorial Nemira publicó cientos de traducciones y varias novelas rumanas en la colección Nautilus, incluida Așteptând în Ghermana [Esperando en Ghermana] de Dănuț Ungureanu, la novela steampunk 2484 Quirinal Ave. y la novela ciberpunk Cel mai înalt turn din Baabylon [La torre más alta de Babilonia], ambas escritas por Sebastian A. Corn.
En los primeras décadas del siglo XXI, las editoriales y el mercado se han centrado en la fantasía, más que en la ciencia ficción, siendo excepciones las editoriales que siguen publicando escritores rumanos de ciencia ficción, como Amaltea y Tritonic.